# Vườn quốc gia Halimun Salak
Vườn quốc gia Núi Halimun Salak là một vườn quốc gia có diện tích 400 km² tại tỉnh Tây Java trên đảo Java, Indonesia. Được thành lập năm 1992, vườn quốc gia này gồm hai ngọn núi, núi Salak và núi Halimun. Vườn quốc gia này tọa lạc gần Vườn quốc gia núi Gede Pangrango nổi tiếng hơn, và gần thành phố Bogor và các vườn thực vật Bogor.
Vườn quốc gia này có các khu vưự nước cách ly khỏi khu vực đô thị và nông nghiệp về phía bắc, và có nhiều loài động thực vật quý hiếm.

## Địa lý
Các ngọn núi ở đây có độ cao lên tới 1929 mét và và thường bị bao phủ bởi sương mù, trong khi các thung lũng của nó được cho là ẩn chứa nhiều điều chưa được khám phá. Núi Salak có lượng mưa cao. Núi Salak là một khu vực lưu vực nước quan trọng với lượng mưa rất cao. Vườn quốc gia là sự kết hợp của hai hệ sinh thái quan trọng của Halimun và Salak, được kết nối với nhau bằng một hành lang rừng dài 11 km.

## Hệ sinh thái
Các khu vực thấp hơn là nơi bảo vệ an toàn cho các quần thể vượn Tây Java, một phân loài của vườn bạc. Núi Halimun là môi trường sống an toàn nhất của chúng, nhưng phạm vi của nó chỉ giới hạn trong một vòng mỏng xung quanh vườn quốc gia vì loài này không được tìm thấy ở khu vực có độ cao trên 1.200 mét. Các loài đặc hữu đáng chú ý khác gồm Voọc Đông Java, diều Java, báo Java cùng khoảng 145 loài chim hiếm khi được nhìn thấy ở bất cứ nơi nào khác ở Java.